# Christian Christiansen (homme politique)
Pour les articles homonymes, voir Christian Christiansen.
Christian Christiansen, né le 14 septembre 1895 à Kankbølle (Danemark) et mort le 6 février 1963 à Copenhague (Danemark), est un homme politique danois, membre des Sociaux-démocrates, ancien ministre et ancien député au Parlement (le Folketing).